# Pita encaputxada
La pita encaputxada (Pitta sordida) és un ocell estès per tot el sud-est Asiàtic des de la Xina fins a Nova Guinea i de l'Índia a les Filipines.

## Subespècies
Segons la Classificació de IOC World Bird List (versió 10.2, 2020) aquesta espècie conté 12 subespècies:
- P. s. cucullata Hartlaub, 1843, que habita des de l'Índia Septentrional fins al sud de la Xina i el sud-est asiàtic.
- P. s. abbotti Richmond, 1902, de les illes Nicobar.
- P. s. mulleri (Bonaparte, 1850), de la península Malaia, Sumatra, Java, Borneo l'arxipèlag de Sulu.
- P. s. bangkana Schlegel, 1863, de les illes Bangka i Belitung.
- P. s. sordida (PLS Müller, 1776), de la major part de les Filipines.
- P. s. palawanensis Parkes, 1960, de les Palawan.
- P. s. sanghirana Schlegel, 1866, de les illes Sangihe.
- P. s. forsteni (Bonaparte, 1850), del nord de Sulawesi.
- P. s. goodfellowi CMN White, 1937, de les illes Aru.
- P. s. mefoorana Schlegel, 1874 de l'illa de Numfor.
- P. s. novaeguineae S Müller i Schlegel, 1845, de Nova Guinea i algunes illes properes.
- P. s. rosenbergii Schlegel, 1871, de lilla de Biak.

Altres classificacions, com ara la de Handbook of the Birds of the World and BirdLife International Digital Checklist of the Birds of the World (versió 5, 2020) consideren que rosenbergii és una espècie de ple dret, mentre goodfellowi, mefoorana i novaeguineae formarien una segona espècie, i la resta formarien una tercera, de la següent manera:
- Pitta sordida (sensu stricto) - pita encaputxada comuna.[1]
- Pitta novaeguineae - pita encaputxada de Nova Guinea.[2]
- Pitta rosenbergii - pita encaputxada de Biak.[3]